# 海老根智仁
海老根 智仁 （えびね ともひと、1967年8月30日 - ）は、日本の実業家、中小企業診断士。株式会社レジェンド・パートナーズ取締役会長。株式会社オプト(現デジタルホールディングス)元代表取締役。
株式会社オークファン取締役、NES株式会社取締役等を兼任し、地域の自治体等と連携しベンチャー育成や支援等も行う。

## 略歴・人物
神奈川県出身。神奈川県立横浜翠嵐高等学校卒業を経て、慶應義塾大学経済学部卒業、産業能率大学大学院経営情報学研究科MBA課程修了。
1992年4月、株式会社大広に入社。同社退職後、財団法人社会経済生産性本部において経営コンサルタントの認定を受ける。
1999年9月に株式会社オプトに入社。2001年に代表取締役COO、2006年に代表取締役CEO、2008年には代表取締役社長CEOに就任。2009年に取締役会長に就任し、2013年に退任。
2010年3月、株式会社モブキャストの取締役に就任し、2014年4月に同社取締役経営企画室最高顧問、2014年7月には同社取締役社長室最高顧問に就任。
2014年3月、投資・事業創造を手掛ける株式会社レジェンド・パートナーズの代表取締役会長に就任し、2015年9月には同社取締役会長に就任。
2016年4月、HOMMA, Inc. 取締役。2018年12月、株式会社オークファン取締役。2019年7月、NES株式会社取締役。
2021年4月より、株式会社アクティブアンドカンパニー経営顧問。
その他、デジタルハリウッド大学大学院教授、ビジネス・ブレークスルー大学客員教授として教鞭を執る。

## 著作・発表

### 著書
- 『会社を替えても、あなたは変わらない』単著 2008年 光文社出版  海老根智仁著 ISBN 9784334034498 新書
- 『Webマーケティングコンサルタント養成講座』 2008年 翔泳社出版 海老根智仁、頼定誠 共著 根来龍之監修 ISBN 9784798118185 A5 192ページ
- 『ｅコマースプランニング入門講座』 2009年 翔泳社出版 海老根智仁、丸山清貴 共著　頼定誠監修 ISBN 9784798120423 A5 192ページ
- 『モバイルマーケティングコンサルタント養成講座』 2010年 翔泳社出版 海老根智仁、寺田眞治 共著 ISBN 9784798120706 A5 184ページ
- 『ビッグデータ時代の新マーケティング思考』 2012年 ソフトバンククリエイティブ 海老根智仁、横山隆治、鹿毛比呂志 共著 ISBN 9784797371024 A5変 208ページ

### 学術論文・学会発表
- 『サイバーコミュニティ・マーケティングの有効性』[8] 2000年
  - 日本能率連盟第52回全国能率大会技術会議
  - 海老根智仁、根来龍之 共著
- 『サイバーコミュニティを使った「ニーズ調査」の有効性に関する比較研究』 2000年
  - 経営情報学会
  - 海老根智仁、根来龍之 共著
- 『ユーザ行動分析を基にしたダイレクトアプローチ～画期的な分析手法とターゲティング～』
  - 日本ＤＭ学会第9回全国研究発表大会 2000年
  - 海老根智仁、長谷川琢 共著
- 『顧客独自判断を可能にする投資手法の実証研究』 2017年6月
  - 日本ＤＭ学会第16回全国研究発表大会
  - 海老根智仁、鬼崎泰至 共著
- 『個人投資家がプラス収益を得るための行動に関する仮説立案』 2018年11月
  - パーソナルファイナンス学会第18回全国大会
  - 海老根智仁、鬼崎泰至 共著
- 『リモートワーカーの実態調査と業務効率等に関する仮設立案』[9] 2021年4月
  - 日本ＤＭ学会第20回全国研究発表大会
  - 海老根智仁、栗原知也 共著

### 会談・講演
- 「インバウンドとマーケティング」池田泉州銀行主催マーケティングセミナー 2017年[10]
- 主催『第6回TORYUMON』にて講演（2019年11月2日）[11]。
- 令和元年度『鹿児島県ビジネスプランコンテスト』審査員（2019年12月15日）[12]。
- 「ポストコロナ時代のマーケティングの在り方」日本ダイレクトマーケティング学会全国研究発表大会基調講演 2020年[13]